# 蝋人形

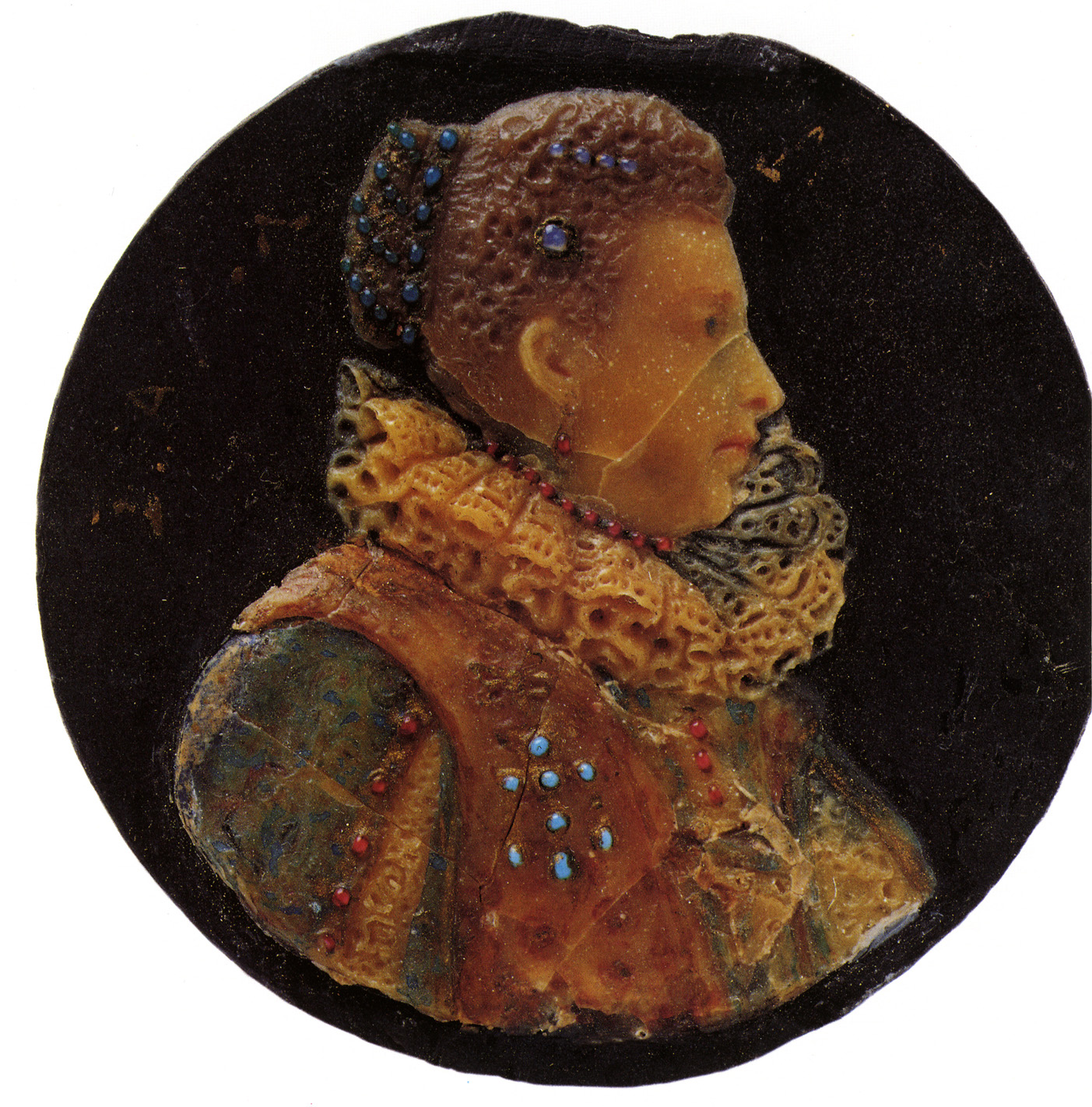
アンナ・フォン・ティロルの肖像

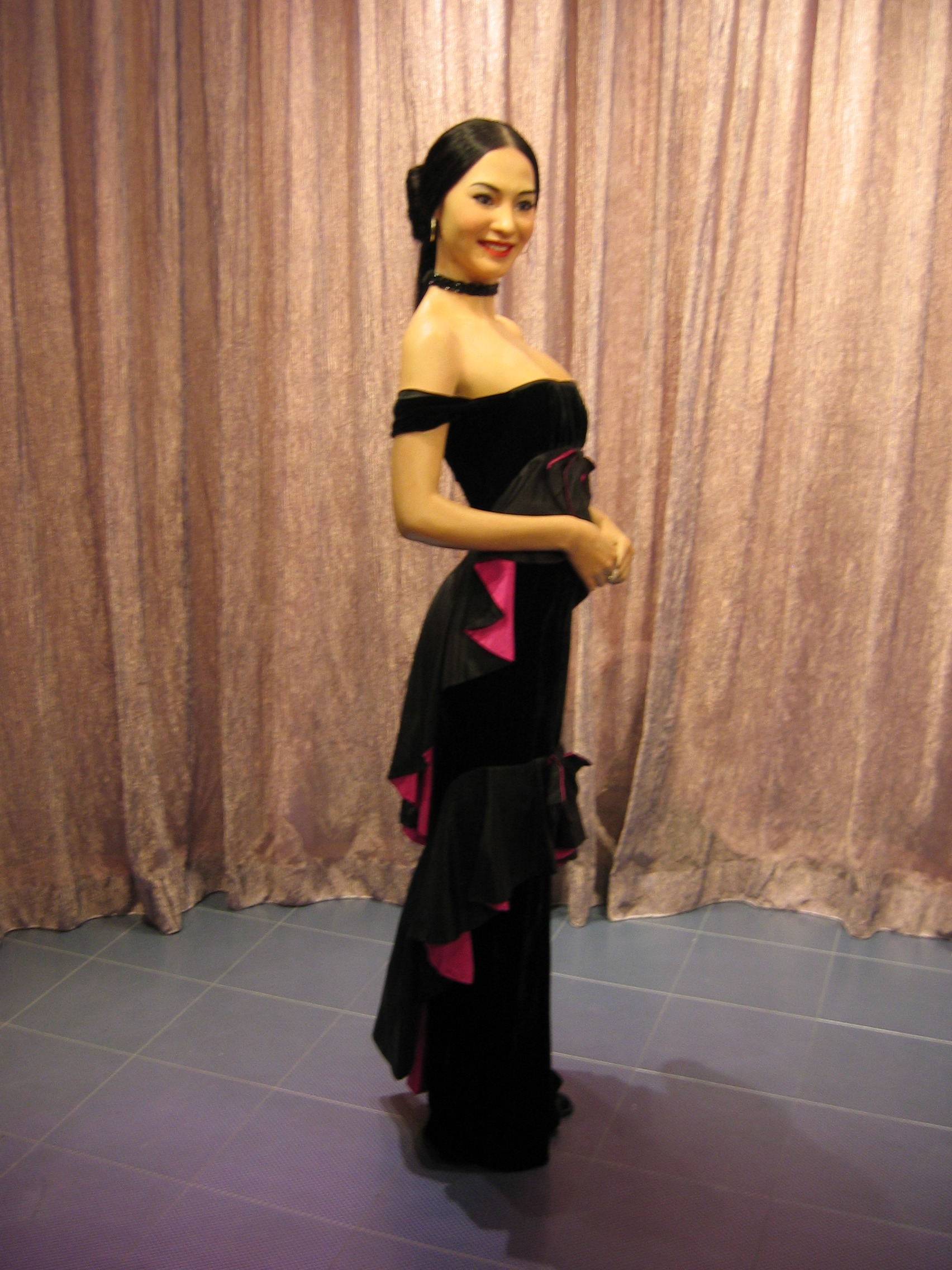
マダム・タッソー香港、セシリア・チャンの蝋人形

蝋人形（ろうにんぎょう）またはワックス彫像は蝋で作られる彫刻である。蝋人形は著名な個人の像として作られることが多いが、デスマスクや特定の場面を表現するレリーフとして作られる場合もある。蝋人形の制作に使われる蜜蝋は像とモデルの媒介物として、立体的に表現をするために型を取る材料として優れている。室温でカットし形を整えたり、任意の色の成分を混ぜたり色の濃淡を付けたりすることが容易で、きめや硬さを修正するために土の成分やオイル、脂肪を加えたりする。型取りの場合、型からの印象に高度に反応する。また、一旦それをセットし強固になれば薄い薄片で型取りされる場合でさえ、通常の温度変化に対しては比較的弾力がある。

## 歴史
蝋によるデスマスク等は古代から作られていた。教会への蝋人形の奉納として、蝋模型の制作の慣習は中世を通じてたどることが出来る。君主など社会的に身分の高い人物を記念しその風貌を後世に伝えるための手段として蝋面が作られていた
。また迷信に基づいた、個人が嫌いな人物に致命的なケガをさせたいという願望を蝋で表現する習慣があった。この習慣にはより効果的になるように犠牲者の髪や爪も使われた。この迷信は17世紀ころまで行われ、19世紀まで残っていた。
イタリア・ルネサンス期、蝋による表現方法は重要性の高い位置を占め、初期の名工によりそのいくつかが実践されていた。16世紀から17世紀にかけ高い質の蝋人形が存在し、ほとんどが肖像や宗教的・神話的な場面である。アントニオ・アボンディオ(1538-91)は色付けしたミニチュアの蝋肖像レリーフの先駆者で、ハプスブルクや他のヨーロッパ北部の宮廷で活躍し、彼の息子のアレサンドロもその跡を継いでいる。蝋人形の作家はマリー・タッソーなど女性が多かった。イギリスのジョン・フラックスマン(1755 – 1826) は多くの蝋の肖像やレリーフを作り上げ、ジョサイア・ウェッジウッドはそれをジャスパーウェアに転化していった。ナショナル・ポートレート・ギャラリーにはこの間に制作された40の蝋の肖像がある。
今日では蝋で作られた彫像は芸術作品と言うよりは、人々をひき付けるアトラクションとしてマダム・タッソー館のような観光地としての性格を帯びている。歴史上の人物や俳優などの有名人のフィギュアが作られ機械仕掛けの蝋人形も制作されている。現代ではロボットやオーディオアニマトロニクスの技術により蝋人形も本物の人間のように動くものもある。

## ムラージュとしての利用
解剖学の実例を教える模型としては、ルネサンス期にフィレンツェで最初に実用された。ムラージュでの実習または人体解剖学や様々な疾患の表現手段として蝋は主要な素材として利用された。後にラテックスとゴムで置き換えられている。 19世紀には、ムラージュは人体患部の三次元での現実的な表現手段として発展している。
イタリアフィレンツェのスペーコラ美術館は、多数の人体解剖蝋人形・ムラージュを所蔵、展示していることでも有名である。

## 蝋人形館・博物館
- 蝋人形館（英語版）
  - ハリウッド蝋人形館（英語版）
  - グレヴァン美術館（英語版）
  - 国立蝋人形館プラス（英語版）
  - ディオーシュジュール城のワックスワークス博物館（英語版）
  - パノプティクムハンブルク（英語版）
  - 龍馬歴史館
  - 日向神話館
    - 東京タワー　かつてアジア最大級の蝋人形館があった